# Буланже, Даниэль
Даниэль Буланже (фр. Daniel Boulanger; 24 января 1922, Компьень, Уаза — 27 октября 2014) — французский писатель, поэт, драматург, сценарист, автор диалогов к фильмам. Кроме того, сыграл целый ряд второстепенных ролей в 11 фильмах и стал членом Гонкуровской академии в 1983 году. Вышел в отставку в 2008 году.

## Биография
В 1932 году поступил на учёбу в семинарию, готовясь стать священником, изучал древнегреческий, латынь и немецкий языки, а также игру на фортепиано. После оккупации Франции нацистами во время Второй мировой войны примкнул к движению Сопротивления, в ноябре 1940 года был арестован, но бежал и в 1942 году присоединился к партизанам. В 1945 году покинул Францию и отправился путешествовать по миру, посетив Бразилию, Чад, Чехословакию, Болгарию и другие страны; путешествие в общей сложности заняло девять лет, причём занимался Буланже в указанных странах различными занятиями: в частности, в Болгарии он был рабочим на строительстве железных дорог, в Бразилии работал на овцеводческой ферме, а в Чаде был органистом и консультантом по экономическим вопросам. В 1957 году вернулся во Францию и сосредоточился на литературной работе, опубликовав свой первый роман в 1958 году, а первый сборник рассказов — в 1963. С 1970 года жил в Санлисе.
Его творческое наследие включает 15 сборников рассказов, 29 романов, 27 сборников стихов, 5 пьес, 41 сценарий для фильма. Большинство его произведений так или иначе связаны с социальными проблемами маленьких провинциальных городов Франции. В 1974 году был удостоен Гонкуровской премии за роман Fouette, cocher !. В 1971 году получил премию Французской академии, в 1979 — премию принца Монако, в 1983 — премию Гонкуровской академии.